# Groupe régional d'observation de la grippe
Un Groupe régional d'observation de la grippe ou Grog est un organisme de surveillance de l'évolution de la propagation de la grippe. Il en existe  en France et dans d'autres pays du monde. Les GROG sont coordonnées par le Réseau des GROG, créé en 1984, qui est une association loi de 1901 à but non lucratif. En France, le réseau des GROG est financé à 80 % par la Direction générale de la santé et l’Institut de veille sanitaire.
En 2014, le réseau des GROG a cessé son activité à la suite de l'arrêt du financement par l'InVS